# بک‌آپ اگزک
بک‌آپ اگزک symantec backup exec نام یکی از محصولات شرکت symantec هست که کاربرد فراوانی برای مدیران شبکه دارد.
از قابلیت‌های مهم این بستهٔ نرم‌افزاری می‌توان به بازیابی در هر جا (recovery anywhere) اشاره کرد.
با استفاده از این قابلیت می‌توان داده‌های موجود در یک رایانه از جمله سیستم‌عامل را به رایانه‌ای با مشخصه‌های سخت‌افزاری متفاوت انتقال داد.
پیش از این انجام این کار بسیار سخت بود زیرا هنگامی که پشتیبان گرفته شده را به رایانهٔ مقصد انتقال می‌دادند به هنگام راه اندازی رایانهٔ مقصد یک پیام خطا دریافت می‌کردند معروف به bluescreen.
دلیلش این بود که باید HAL هر دو رایانهٔ مبدا و مقصد با هم برابر باشند که اگر این چنین نباشد این پیام صفحه آبی را دریافت می‌کردند.
نرم‌افزار Symantec backup exec این قابلیت را دارد که HAL موجود در پشتیبان را تغییر دهد.
یکی از مهم‌ترین نکات کار با این برنامه این هست که این برنامه مانند sysprep هیچ گاه SID را تغییر نمی‌دهد.
همچنین این نرم‌افزار به هیچ عنوان قوانین تکثیر را نمی‌شکند و پس از برگرداندن پشتیبان به رایانهٔ مقصد سیستم‌عامل باید یک بار دیگر تایید شود (active شود)

## تغییر مالکیت
بک آپ اگزک برای کارشناسان فناوری اطلاعات قدیمی ، نرم‌افزاری آشنا متعلق به شرکتی معروف به نام Vertias Software بود. در سال 2005 شرکت امنیتی سیمانتک آنرا به مبلغ 13.5 میلیون دلار خریداری کرد اما در سال 2015 اعلام کرد شرکت جدیدی با نام Veritas Technologies corporation تأسیس کرده و مالکیت آنرا در اختیار گرفته و توسعه و پشتیبانی نرم‌افزار بک آپ اگزک را به این مجموعه محول کرده است.